# Rockwell Automation
Rockwell Automation, Inc. (NYSE: ROK) – amerykański producent automatyki przemysłowej oraz rozwiązań informatycznych z siedzibą w Milwaukee, Wisconsin. Główne marki to Allen-Bradley i Rockwell Software. Rockwell Automation zatrudnia około 25 000 pracowników i oferuje usługi oraz produkty w ponad 100 krajach na świecie. Jest komponentem rankingu giełdowego S&P 500 z przychodem ponad 9,06 mld dolarów w roku 2023. Dewizą firmy jest slogan „Listen, Think, Solve”.

## Historia

### Wczesne lata
Początki Rockwell Automation sięgają 1903 roku i powstania firmy Compression Rheostat. Została ona założona przez Lynde’a Bradleya i Stantona Allena z początkowym kapitałem inwestycyjnym w wysokości 1000 USD. W roku 1904 dziewiętnastoletni Harry Bradley dołączył do swojego brata w założonej firmie. Pierwszym opatentowanym przez firmę produktem była płyta węglowa będąca sterownikiem kompresji dla silnika dla dźwigów przemysłowych. Sterownik dźwigów został zaprezentowany na wystawie światowej w Saint Louis w 1904 roku. W 1909 roku nazwa firmy została zmieniona na Allen-Bradley. Firma Allen-Bradley zaczęła się gwałtownie rozwijać podczas I wojny światowej w odpowiedzi na duże zlecenia rządowe. Jej linia produkcyjna rosła i zawierała automatyczne startery oraz przełączniki, wyłączniki, przekaźniki i inne elektryczne komponenty. W 1914 roku Fred Loock założył pierwsze biuro sprzedaży w Nowym Yorku. Po śmierci Stantona Allena w 1916 roku Lynde Bradley został prezesem, Harry Bradley został wiceprezesem a prawnik Louis Quarles został sekretarzem korporacyjnym. W 1918 roku w Allen-Bradley została zatrudniona Julia Bizewski-Polczynski, pierwsza kobieta-pracownik fabryki. Została ona awansowana na majstra w następnym roku.
Podczas lat 20. dwudziestego wieku firma rozwinęła swój miniaturowy rezystorowy biznes aby zaopatrywać rosnący przemysł radiowy. W połowie tej dekady prawie 50% sprzedaży było zasługą działu radiowego. Dekada została zamknięta osiągnięciem sprzedaży o wartości 3 milionów USD. W 1932 roku wielki kryzys odcisnął swoje piętno na firmie przynosząc rekordowe straty. Podczas rosnącej presji ekonomicznej Allen-Bradley zredukował zatrudnienie z 800 do 550 osób i obciął wynagrodzenie o 50%. Aby zmniejszyć ciężar finansowy Lynde i Harry Bradley wcielili unikatowy program. Firma zamieniła utracone pensje w swoje akcje giełdowe. Zostały one odkupione z 6% zyskiem. W tych czasach Lynde Bradley wspierał agresywne podejście do rozwoju firmy chcąc „Rozwinąć firmę z Depresji”. Tzw. strategia R&D odniosła sukces. W 1937 roku zatrudnienie w firmie powróciło do poziomu sprzed wielkiego kryzysu a sprzedaż osiągnęła nowy rekord 4 milionów dolarów.

### Połowa XX wieku
Po śmierci Lynde Bradleya w 1942, Harry Bradley został prezesem firmy a Fred Loock wiceprezesem. Powstała fundacja Lynde Bradleya z częścią jego akcji. Pierwszym darem było 12 500 USD dla funduszu wspólnoty Milwaukee który był poprzednikiem United Way. Druga wojna światowa napędziła bezprecedensowe poziomy produkcji z 80% zamówień związanymi z wojną. Zamówienia wojenne były skupione na dwóch szerokich liniach produktów przemysłowej kontroli aby przyśpieszyć produkcję i elektrycznych komponentach lub częściach radiowych używanych w szerokim zakresie w sprzęcie militarnym. Firma Allen-Bradley wielokrotnie rozszerzała swoje lokalizacje podczas lat 40. aby sprostać produkcji wojennej. Gdy Fred Loock został prezesem a Harry Bradley przewodniczącym rady zarządu firma zaczęła wielki dwuletni projekt w 1947 roku warty 1 milion USD. Firma zakończyła dodatkowe ekspansje w swoich ośrodkach w Milwaukee w latach 50. i 60. włączając w to wieże zegarową Allen-Bradley. Wieża zegarowa została przemianowana na Rockwell Automation Clock Tower. Harry Bradley zmarł w 1965 roku a Fred Loock odszedł na emeryturę w 1967 roku i zmarł w 1973.

### Druga połowa XX wieku
Podczas lat 70. firma rozwinęła swoje miejsca produkcji oraz rynki i weszła w latach 80. jako firma o globalnym zasięgu. Prezydentem w latach 1981–1989 był J. Tracy O’Rourke i za jego kadencji firma wprowadziła nową linię sterowników PLC takich jak PLC-3 w 1981. W 1985 Allen Bradley osiągnął rekordową sprzedaż w wysokości 1 miliarda USD będąc dalej prywatną firmą. 20 lutego 1985 roku firma Rockwell International zakupiła firmę Allen-Bradley za 1.651 miliarda USD. Było to największe przejęcie w historii stanu Wisconsin do dzisiaj. W latach 1990 dokonywał się gwałtowny rozwój technologiczny w którym firma weszła w biznes oprogramowania zakładając markę Rockwell Software (1994), platformę Logix (1997) i system zintegrowanej architektury (1999). Podczas tej dekady Rockwell International przejął również firmy Reliance Electric i Dodge produkujące systemy zasilania. Te dwie marki połączone z systemami kontroli Allen-Bradley i Rockwell Software zaczęły być sprzedawane jako Rockwell Automation. W 1998 roku Keith Nosbusch został mianowany prezesem systemów kontroli Rockwell Automation. Tego samego roku siedziba Rockwell International została przeniesiona do Milwaukee, Wisconsin.

### XXI wiek
Korporacja Rockwell International zmieniła swoją nazwę na Rockwell Automation w 2002 roku i kontynuowała handel na New York Stock Exchange pod symbolem „ROK”. Powstała rodzina napędów prądu przemiennego PowerFlex. W roku 2003 marka Allen-Bradley obchodziła swoją setną rocznicę. Keith Nosbusch został CEO w 2004 roku a firma razem z Intel Corporation zaczęła razem pracę nad nowym procesorem sieciowym o wysokiej wydajności w aplikacjach przemysłowej automatyki. W 2005 roku „LISTEN. THINK. SOLVE.” stało się dewizą firmy i filozofią jej podejścia do potrzeb klientów. W związku z kryzysem finansowym w 2007 roku firma zamroziła pensje pracowników i zredukowała liczbę etatów, ale w ciągu trzech następnych lat udało się jej wrócić do poprzednich warunków. W roku 2007 Rockwell Automation sprzedał swój departament systemów zasilania aby skupić się na swoich głównych kompetencjach w Automatyce i IT. Również w tym samym roku firma przejęła ICS Triplex który zapewniał krytyczne systemy kontroli i bezpieczeństwa dla przemysłu przetwórczego. Rockwell Automation i Cisco Systems sformowali sojusz skupiony na uproszczeniu integracji fabryk i sieci korporacyjnych aby polepszyć przepływ informacji na temat bezpieczeństwa i produkcji. Firma rozszerzyła swoją siłę współpracy poprzez swój program dla partnerów biznesowych PartnerNetwork który stanowi strukturę dobrze zarządzanej relacji. W roku 2008 firma przedstawiła system automatyki PlantPAx. W roku 2010 Rockwell Automation został nazwany przez Index giełdowy Dow Jones Sustainability jako jedną z najbardziej ekologicznych firm w swoim regionie Ameryki Północnej. W roku 2011 firma przejęła Lektronix, który świadczył usługi w naprawach i usługach z zakresu automatyki przemysłowej. W roku 2012 po raz czwarty instytut Ethisphere uznał Rockwell Automation za jedną z „Najbardziej Etycznych Firm na Świecie”. W lutym 2019 r. Rockwell Automation i Schlumberger utworzyły spółkę joint venture, aby utworzyć Sensia, pierwszego w pełni zintegrowanego dostawcę rozwiązań automatyzacji w branży naftowej i gazowej. Rockwell został później ogłoszony członkiem założycielem Globalnego Sojuszu Cyberbezpieczeństwa Międzynarodowego Towarzystwa Automatyzacji, aby pomóc w zwiększeniu gotowości i świadomości w produkcji. W listopadzie 2019 r. nawiązano kolejne partnerstwo z Industry X firmy Accenture, aby pomóc w zapewnieniu większej optymalizacji łańcucha dostaw przemysłowych. Dostawca oprogramowania symulacyjnego ANSYS i Rockwell Automation również nawiązali współpracę, aby pomóc klientom w projektowaniu opartych na symulacji cyfrowych bliźniaków produktów, procesów i produkcji.

## Operacje

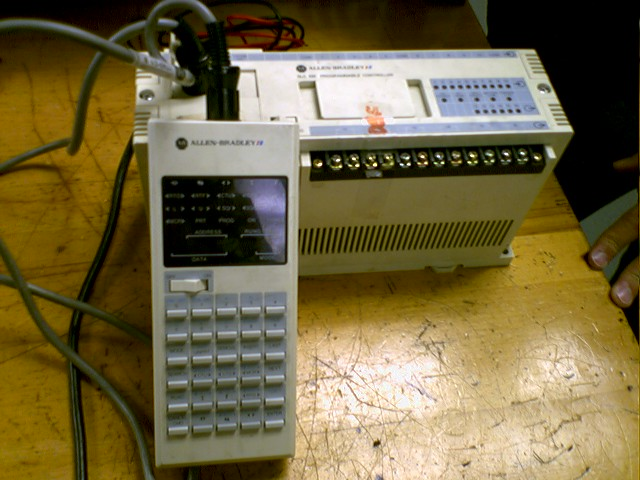
Sterownik PLC Allen Bradley z programatorem

W 2021 r. Rockwell Automation dostosował swoją strukturę organizacyjną do trzech segmentów operacyjnych — Inteligentne urządzenia, Oprogramowanie i sterowanie oraz Usługi cyklu życia.

### Segmenty biznesowe
Rockwell Automation ma trzy główne obszary operacji biznesowych:
Allen-Bradley — zautomatyzowane komponenty i zintegrowane systemy sterowania do celów bezpieczeństwa, czujników, sterowania przemysłowego, zasilania i ruchu.
FactoryTalk — oprogramowanie obsługujące zaawansowane aplikacje przemysłowe, w tym projektowanie systemów, operacje, konserwację zakładów i analizę.
Usługi LifecycleIQ — usługi pomagające łączyć, zabezpieczać, mobilizować i skalować operacje produkcyjne.

### Produkty
Firma Rockwell Automation oferuje:
Systemy sterowania
- Zintegrowana architektura
- Średni zakres Architektury systemu
- PlantPAx Proces systemu automatyki

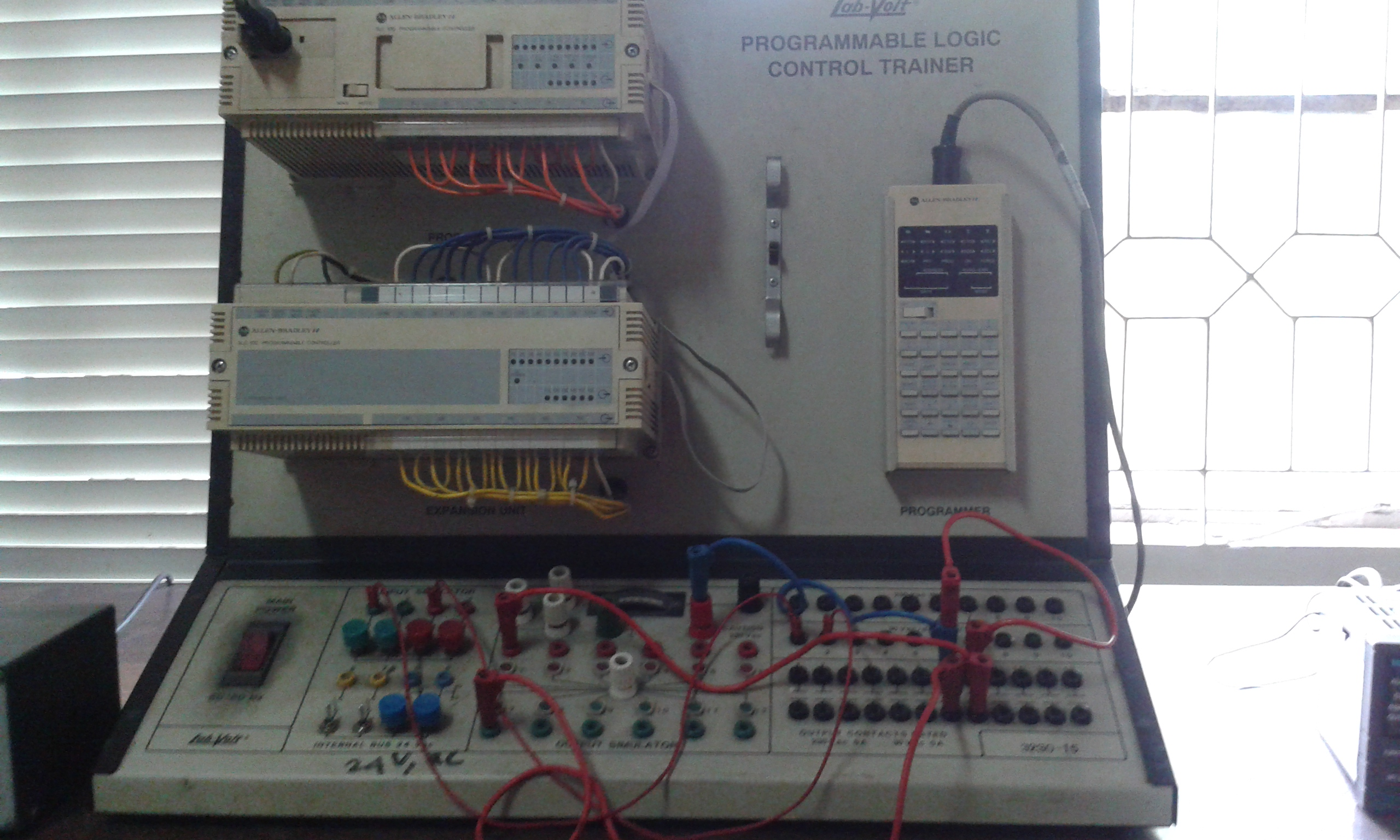
Sterownik PLC Allen Bradley z programatorem

Elementy sterowania przemysłowego
- Podłączonych urządzeń
- Rozwiązania dla maszyn
- Technologia bezpieczeństwa

Oprogramowanie informacje
- Inteligentna produkcja
- Zarządzanie operacjami produkcji

Urządzenia sterujące silnika
- Inteligentne sterowanie silnikiem

Urządzenia sensorowe
- Rozwiązania na maszynie
- Podłączanie urządzeń
- Technologia bezpieczeństwa
- Czujniki i przełączniki

Technologie sieciowe
- Sieci EtherNet/IP i CIP

Technologia bezpieczeństwa
- Maszyny bezpieczeństwa
- Bezpieczeństwo procesowe
- Bezpieczeństwo elektryczne

Bezpieczeństwo przemysłowe
- Wizualizacja i HMI

### Usługi
Usługi firmy Rockwell Automation zawierają systemy inżynierii które mają zakres od specjalnie zaprojektowanych, powiązanych komponentów do dużych integracyjnych systemów pod klucz. Usługi obejmują naprawy, doradztwo w zakresie zarządzania aktywami i ośrodki do zdalnego wsparcia i szkolenia.
Usługi
- Doradztwo i oceny

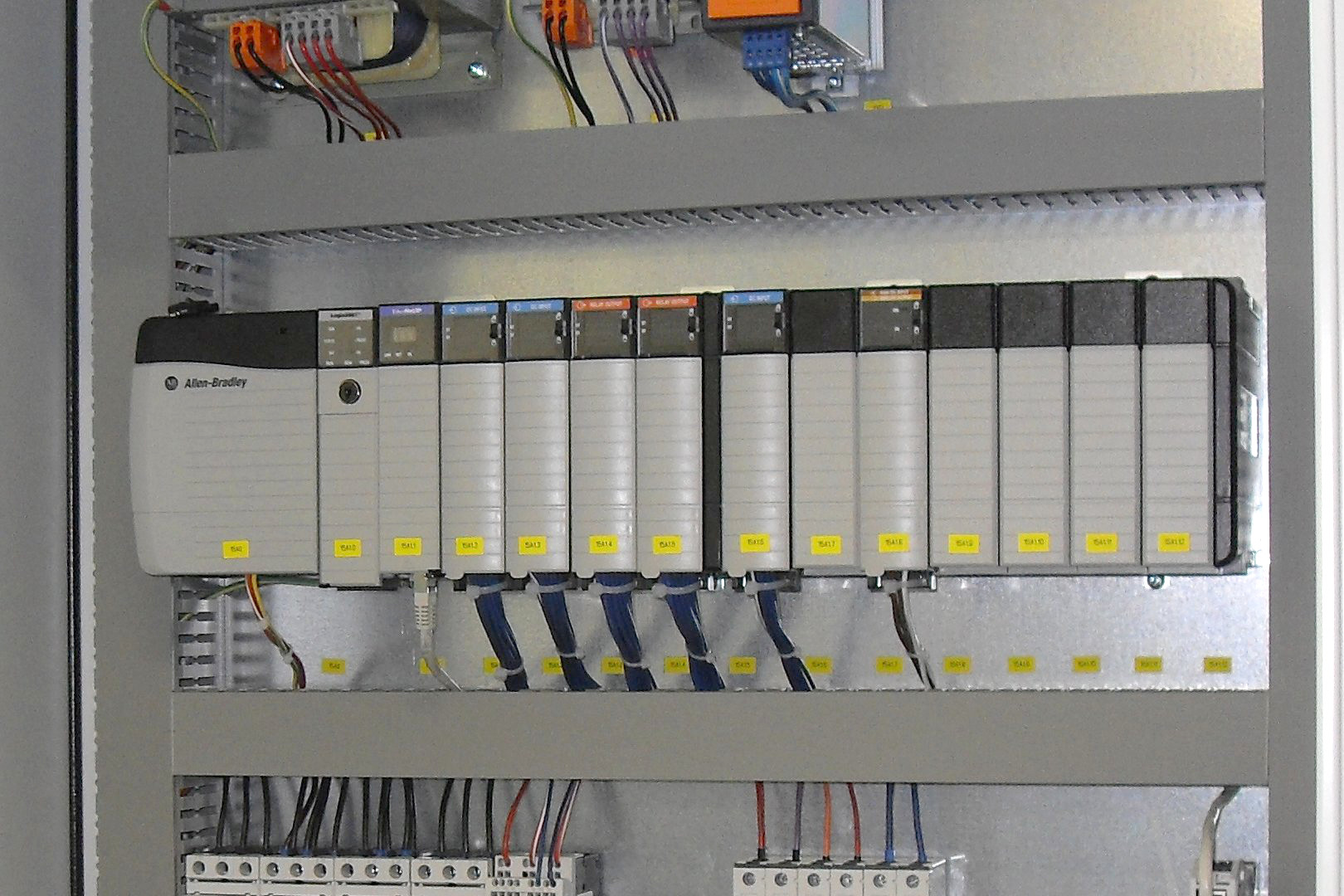
Sterownik PLC Allen-Bradley zainstalowany w panelu kontrolnym

- Zaprojektowane pakiety i integracja paneli
- Zintegrowana Umowa Pomocy
- Usługi Integracyjne
- Główny wykonawca Automatyki (MAC)
- Konserwacja i naprawa
- Usługi sieciowe
- Wsparcie online i przez telefon
- Usługi na terenie klienta
- Zdalna obsługa i monitorowanie
- Zarządzanie projektami
- Usługi bezpieczeństwa
- Usługi ochroniarskie
- Projektowanie Systemów
- Szkolenia

Rozwiązania
- Konwersja drukowania i sieci
- Produkcja i montaż
- Magazynowanie
- Pakowanie
- Moc i energia
- Procesy

## Nagrody i wyróżnienia
Rockwell Automation otrzymał nagrody od poniższych organizacji:
- Control Engineering Engineers Choice
- Control Magazine’s Readers Choice
- Control Design Readers Choice
- Better Business Bureau International Torch
- Automation World Leadership in Automation
- Food Processing Readers Choice
- Forbes Magazine World’s Most Innovative Company
- PR News Top Honor for Trade Show/Event
- World’s Most Ethical Company Award 2008-2014